# Svullnad
Svullnad är en onormal expansion av en kroppsdel. Svullnad kan ha olika orsaker, bland annat skada, infektion, ödem eller annan sjukdom eller allergi. Svullnad  orsakar ofta smärta och rodnad runt svullnaden.